# Olekszandr Olekszandrovics Szafronov
Olekszandr Olekszandrovics Szafronov (ukránul: Сафронов Олександр Олександрович; Zaporizzsja, 1999. június 11. –) ukrán utánpótlás-válogatott labdarúgó.

## Pályafutása

### Klubcsapatokban
Szafronov az ukrán Dnyipro akadémiáján nevelkedett, az ukrán élvonalban 2019. július 31-én egy Olimpik Doneck elleni mérkőzésen mutatkozott be a Dnyipro-1 csapatában. A 2020-as idényben az észt élvonalbeli Levadia Tallinn csapatában futballozott kölcsönben. 2022 és 2025 között a magyar élvonalbeli Zalaegerszeg labdarúgója volt.

### Válogatott
Többszörös ukrán utánpótlás-válogatott, tagja volt a 2018-as U19-es labdarúgó-Európa-bajnokságon elődöntős, és a 2019-es U20-as labdarúgó-világbajnokságon győztes csapatoknak. 

## Sikerei, díjai
Klubcsapatokban
 Zalaegerszegi TE
- Magyar kupagyőztes: 2022–23

#### Válogatottban
Ukrajna U20
- U20-as világbajnok: 2019